# Patrycja Pustkowiak
Patrycja Pustkowiak (ur. 1981 w Krakowie) – polska pisarka i dziennikarka.
Absolwentka socjologii na Uniwersytecie Jagiellońskim. Autorka powieści Nocne zwierzęta, która znalazła się w finale Nagrody Literackiej „Nike” 2014 oraz była nominowana do Nagrody Literackiej Gdynia 2014. Nominowana do nagrody głównej IX Międzynarodowego Festiwalu Opowiadania 2013. Recenzje filmowe i książkowe publikowała m.in. w Dzienniku, Gazecie Wyborczej, Wprost, Bluszczu, Lampie i Polityce. Laureatka Nagrody im. Adama Włodka 2016, przyznawanej przez Fundację Wisławy Szymborskiej. W maju 2018 ukazała się jej druga powieść, Maszkaron, a w maju 2019 wywiad-rzeka z Manuelą Gretkowską, Trudno z miłości się podnieść.

## Książki
powieści:
- Nocne zwierzęta (Grupa Wydawnicza Foksal, Warszawa 2013)
- Maszkaron (Znak literanova, Warszawa 2018)

wywiady-rzeki:
- Trudno z miłości się podnieść. Manuela Gretkowska w rozmowie z Patrycją Pustkowiak (Prószyński Media, Warszawa 2019)

antologie opowiadań:
- Pin i zielonym (Towarzystwo Aktywnej Komunikacji, Wrocław 2013) - red. Natasza Goerke, Marta Mizuro i Marcin Hamkało
- O psach (Wydawnictwo Czarne, Wołowiec 2018) - red. Magdalena Budzińska